# فيزموديجيب
فيزموديجيب (بالإنجليزية: Vismodegib)‏ هو دواء يُستعمل في علاج:
- سرطان الخلايا القاعدية[9]
- سرطان الجلد[9]